# Roystonea
Genre
Classification phylogénétique
Roystonea est un genre de plantes de la famille des Arécacées (les palmiers). Il comprend des espèces d'assez grande taille, qui vivent principalement en Amérique centrale et en Amérique du Sud.

## Classification
- Sous-famille des Arecoideae
  - Tribu des Areceae
    - Sous-tribu des Roystoneinae

Roystonea est le seul genre de sa sous-tribu.

## Description

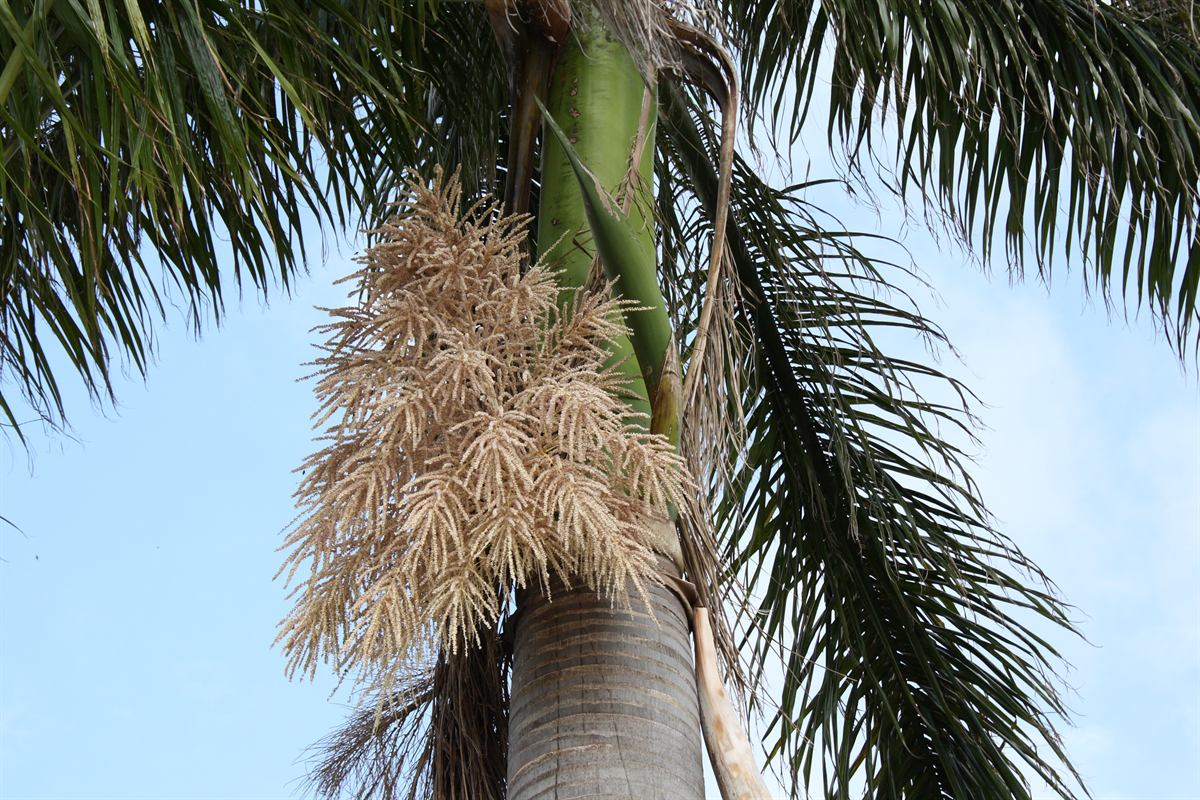
Inflorescence de Roystonea regia.

- Stipe : Ils peuvent être très grands et sont d'une couleur blanc-gris.
- Couronne : Elle peut mesurer jusqu'à deux mètres de haut.
- Feuilles : Elles sont pennées et vertes. Elles mesurent jusqu'à sept mètres de long.
- Inflorescences : Elles contiennent des fleurs mâles et femelles.
- Fruits : Ils mesurent jusqu'à deux centimètres de long et sont de couleur brun ou noir.

## Habitat et milieu
Antilles, Floride et Amérique du Sud. Ils poussent généralement dans les forêts tropicales humides ou dans les zones humides.

## Liste desespèces

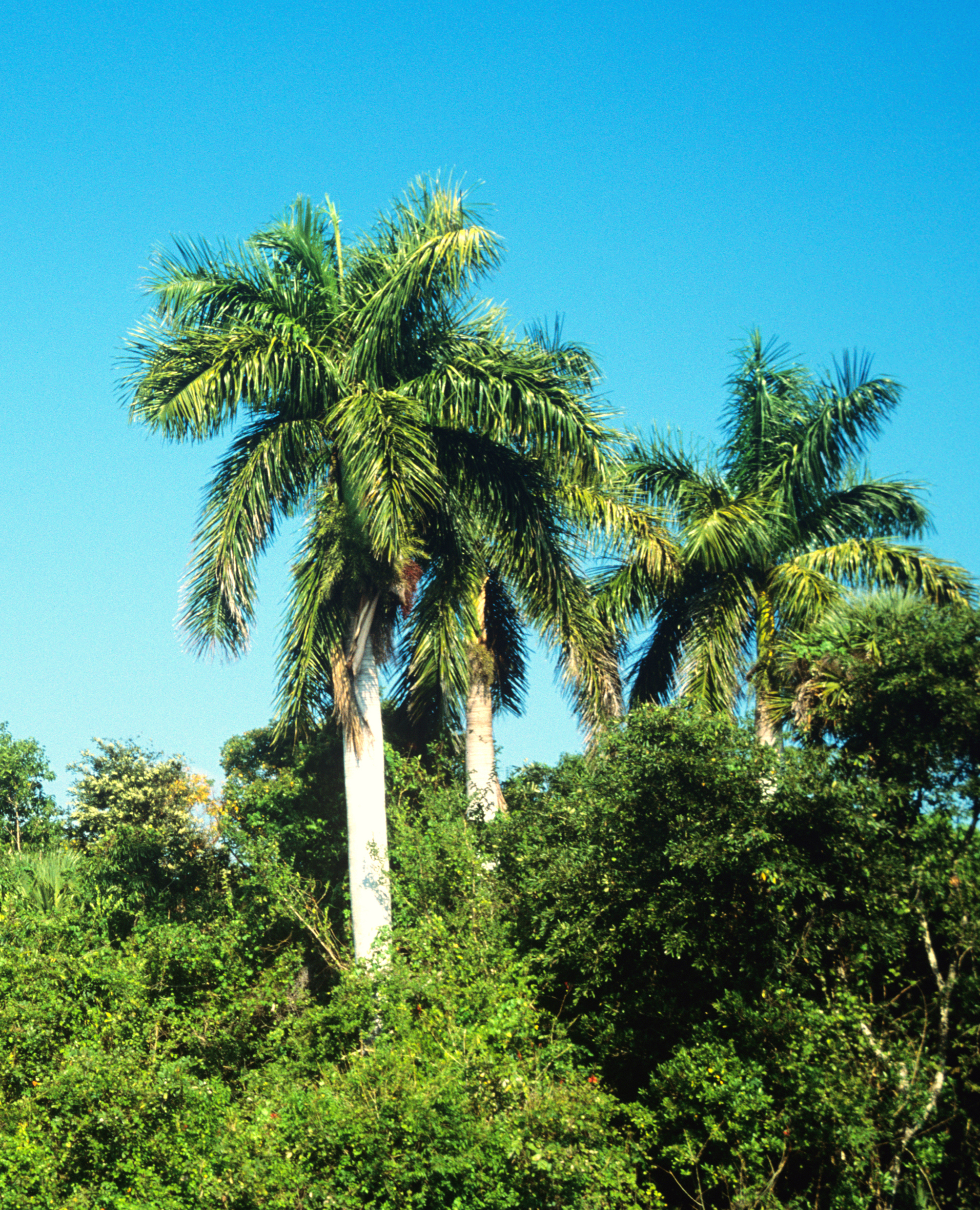
Roystonea regia en Floride.

Le genre comprend dix espèces actuelles.
- Roystonea altissima (Mill.) H.E.Moore, Gentes Herb. 9: 239 (1963).
- Roystonea borinquena O.F.Cook, Bull. Torrey Bot. Club 28: 552 (1901).
- Roystonea dunlapiana P.H.Allen, Ceiba 3: 15 (1952).
- Roystonea lenis Léon, Mem. Soc. Cub. Hist. Nat. "Felipe Poey" 17: 8 (1943).
- Roystonea maisiana (L.H.Bailey) Zona, Fl. Neotrop. Monogr. 71: 22 (1996).
- Roystonea oleracea (Jacq.) O.F.Cook, Bull. Torrey Bot. Club 28: 554 (1901).
- Roystonea princeps (Becc.) Burret, Bot. Jahrb. Syst. 63: 76 (1929).
- Roystonea regia (Kunth) O.F.Cook, Science, II, 12: 479 (1900).
- Roystonea stellata Léon, Mem. Soc. Cub. Hist. Nat. "Felipe Poey" 17: 11 (1943).
- Roystonea violacea Léon, Mem. Soc. Cub. Hist. Nat. "Felipe Poey" 17: 10 (1943).

### Menacées et disparues
- Roystonea dunlapiana et Roystonea stellata sont des espèces menacées selon la Liste rouge de l'UICN, classée en danger. Roystonea lenis est classée comme vulnérable et Roystonea princeps comme présentant un faible risque de disparition.

- Roystonea palaea est une espèce préhistorique du Burdigalien découverte dans l'ambre dominicain[1].